# Hertigdömet Parma
Hertigdömet Parma var ett italienskt hertigdöme under åren 1545–1802 och 1814–1860 bestående av Parma, Piacenza och Guastalla.

## Historia
Hertigdömet Parma skapades år 1545 av den södra delen av Hertigdömet Milano söder om floden Po, som erövrades av Kyrkostaten 1512. Dessa områden runt staden Parma gavs som förläning åt påven Paulus III:s oäkta son, Pierluigi Farnese.
År 1556 fick den andra hertigen Ottavio Farnese staden Piacenza, och blev därmed även hertig av Piacenza, och hertigdömet blev då känt som Hertigdömet Parma och Piacenza.
Huset Farnese fortsatte att regera hertigdömet till utslocknandet år 1731, då hertigdömet ärvdes av den spanske prinsen Karl, vars mor var Elisabet Farnese. Han regerade till slutet av det polska tronföljdskriget år 1735, då Parma avstods till Karl VI i utbyte mot Bägge Sicilierna.  
Huset Habsburg härskade endast till slutet av freden i Aachen år 1748, då det överläts tillbaka till huset Bourbon och Filip av Parma. Han blev känd som grundaren av Huset Bourbon-Parma och fick också det lilla hertigdömet Guastalla och hertigdömet hette nu officiellt Hertigdömet Parma, Piacenza och Guastalla.

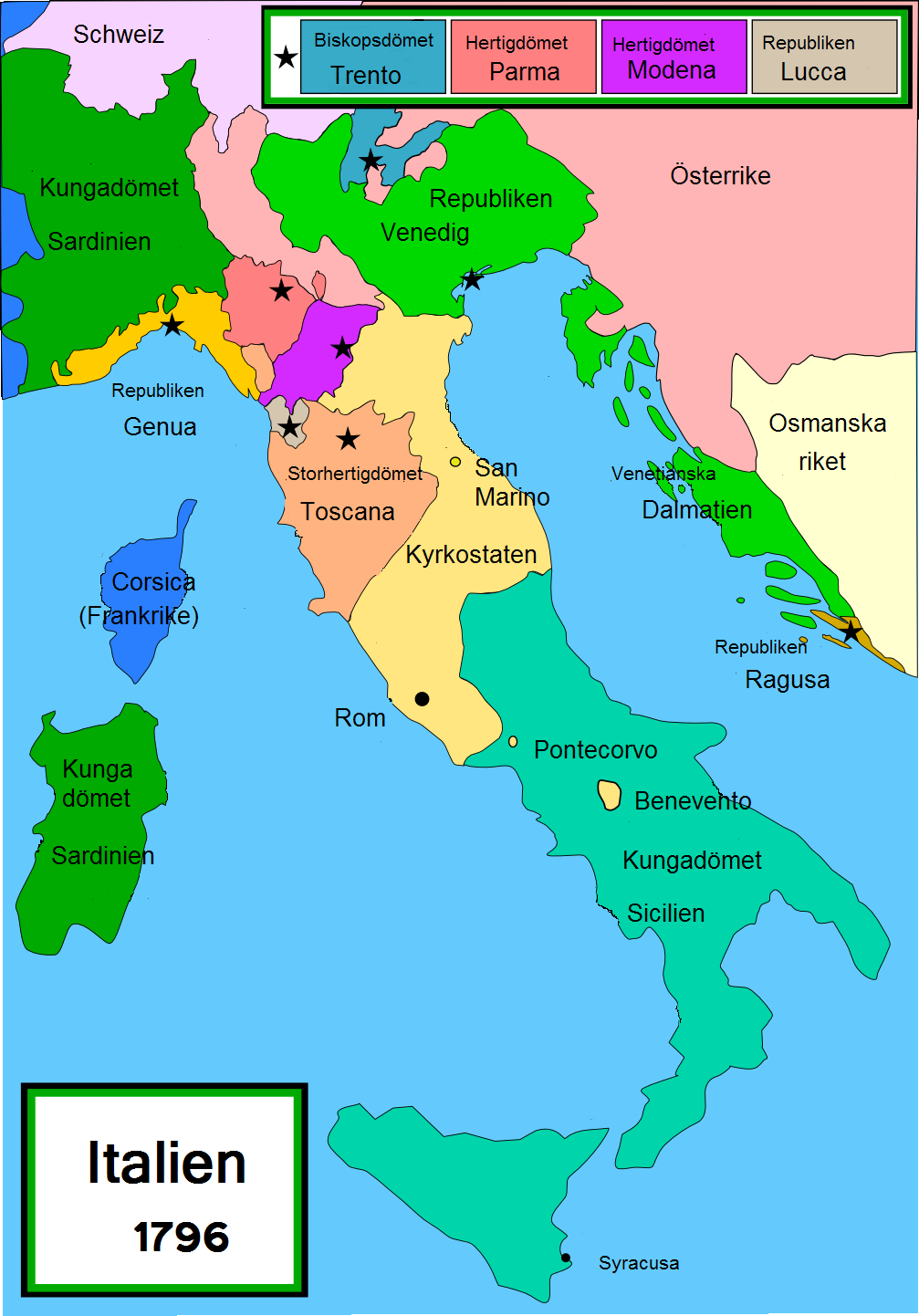
Hertigdömet Parma och Piacenza år 1796 i rött.

1796 ockuperades hertigdömet av franska soldater under Napoleon Bonaparte, och den politiska situationen i landet blev förvirrad. I freden i Aranjuez år 1801, slöts en allmän överenskommelse mellan Napoleon och Huset Bourbon, då hertigdömet införlivades i Frankrike i utbyte mot Storhertigdömet Toscana, men hertigen bodde kvar i Parma tills han dog 1802, kanske genom förgiftning. Hertigdömet styrdes av Napoleon till 1814.
År 1814 efter Napoleons nederlag återställdes hertigdömet och tillföll Napoleons fru, Marie Louise av Österrike, som styrde hertigdömet tills hon dog. Efter Marie Louises död 1847, tillföll hertigdömet huset Bourbon-Parma som styrde det lilla hertigdömet Lucca. Då avträdes även Guastalla till hertigdömet Modena och Reggio. Huset Bourbon regerade fram till 1859 då de drevs ut av en revolution efter den franska och sardiska segern i kriget mot Österrike.
Hertigdömet Parma och Piancenza förenades med storhertigdömet Toscana och hertigdömet Modena och Reggio för att bilda Centralitaliens förenade provinser i december 1859. Dessa fusionerades med kungariket Sardinien i mars 1860 för att bilda kungariket Italien.

## Regenter i Parma, Piacenza och Guastalla
- Pierluigi Farnese 1545–1547
- Ottavio Farnese 1549–1586
- Alessandro Farnese av Parma 1586–1592
- Ranuccio I Farnese av Parma 1592–1622
- Odoardo Farnese av Parma 1622–1646
- Ranuccio II Farnese av Parma 1646–1694
- Francesco Farnese av Parma 1694–1727
- Anton Farnese av Parma 1727–1731
- Karl III av Spanien 1731–1735
- Karl VI 1735–1740
- Maria Teresia av Österrike 1740–1748
- Filip av Bourbon 1748–1765
- Ferdinand av Parma 1765–1802

Uppehåll under Napoleonkrigen 1802–1814
- Marie Louise av Österrike 1814–1847
- Karl II av Parma 1847–1849
- Karl III av Parma 1849–1854
- Robert I av Parma 1854–1859

Huset Bourbon-Parma fortsätter att göra anspråk på titeln "hertig av Parma".